# Hiawatha

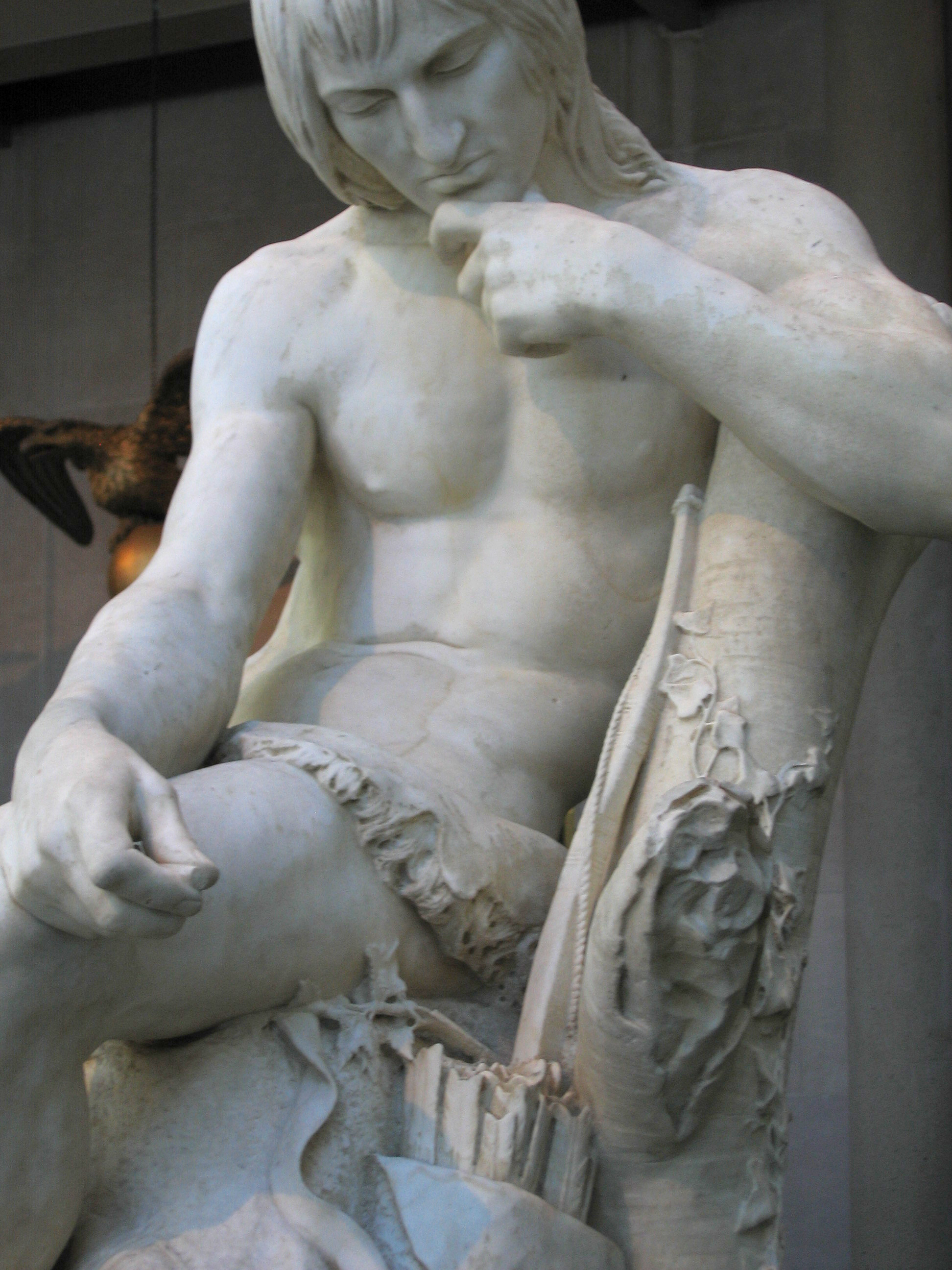

Hiawatha (noto anche come Ayenwatha o, in onondaga, come Haiëñ'wa'tha) che (a seconda dalle versioni della storia) visse nel XII, XV, o XVI secolo, fu un capo condottiero Mohawk delle nazioni di stirpe irochese costituenti la confederazione Hodenesaunee, formata dai Mohawk, Onondaga, Oneida, Seneca, Cayuga, e dei nativi americani.

## Biografia
Hiawatha era un seguace del Grande Pacificatore Deganawida, un profeta e capo spirituale Onondaga che viene indicato come il fondatore della confederazione irochese (chiamata Haudenosaunee dagli irochesi stessi). Se il Grande Pacificatore era un uomo di idee, Hiawatha era un politico e statista che metteva in pratica i piani. Hiawatha era un oratore abile e carismatico, che fu determinante nel persuadere il popolo irochese, i Seneca, Cayuga, Onondaga, Oneida, e i Mohawk, un gruppo di nativi nord americani che avevano origine etnica comune e parlavano un linguaggio simile, ad accettare la visione del Grande Pacificatore e unirsi insieme per diventare le Cinque Nazioni della confederazione irochese. Più avanti, nel 1721, la nazione Tuscarora, scacciata dal North Carolina, si unì alla confederazione irochese, e diventò la Sesta Nazione.

## Hiawatha nella cultura
Henry Wadsworth Longfellow, nel 1855, scrisse un poema epico, The Song of Hiawatha (La canzone di Hiawatha) dedicato alla sua figura.

### Hiawatha nella cultura di massa
Il personaggio dei fumetti Disney noto in Italia come Penna Bianca, in originale si chiama Little Hiawatha ed è ha debuttato nel 1937 all'interno del corto omonimo. 
Nel primo episodio (Fratello) della seconda stagione di Star Trek: Discovery è il nome di una Nave Stellare della Federazione (USS Hiawatha NCC-815) rimasta bloccata,  durante la Guerra con i Klingon, per 10 mesi su un meteorite in rotta di collisione con una Pulsar.
Hiawatha nei videogiochi
Hiawatha è presente nel gioco Civilization V  e nella sua espansione Civilization V: Brave New World.

#### Film tratti daThe Song of Hiawatha
Dal poema di Longfellow furono tratti vari film:
- Hiawatha, the Messiah of the Ojibway - cortometraggio del 1903 diretto da Joe Rosenthal
- Hiawatha - cortometraggio del 1905 (UK)
- Hiawatha - cortometraggio del 1908 prodotto dalla Kalem Company (USA)
- Hiawatha - cortometraggio del 1909 diretto da William V. Ranous (USA)
- Hiawatha (o Hiawatha: The Indian Passion Play) - film del 1913 diretto da Edgar Lewis (USA)
- Hiawatha - cortometraggio del 1913 prodotto dalla Kinemacolor (USA)
- Il piccolo Hiawatha, della serie Sinfonie allegre di Walt Disney - film di animazione del 1937 diretto da David Hand (USA)
- Ciavatta e Rosicchio (Hiawatha's Rabbit Hunt), cortometraggio d'animazione del 1941 della serie Merrie Melodies diretto da Friz Freleng (USA)
- La valanga dei Sioux (Hiawatha) - film del 1952 diretto da Kurt Neumann (USA)
- The Legend of Hiawatha - film tv di animazione del 1983 diretto da Sebastian Grunstra (USA/Canada)
- Hiawatha - film tv del 984 diretto da Michael Bogdanov (UK)
- Dýmka míru - cortometraggio di animazione del 1988 diretto da Stanislav Remes (Cecoslovacchia)
- Hiawatha - film tv di animazione del 1988 (Australia)
- Song of Hiawatha - film del 1997 diretto da Jeffrey Shore (Canada)